# ピリ・ペーニャ
ピリ・ペーニャ（Pili Peña）ことマリーア・デル・ピラール・ペーニャ・カラスコ（María del Pilar Peña Carrasco、1986年4月4日 - ）は、スペイン・カタルーニャ州バルセロナ県タラサ出身の女子水球選手。水球女子スペイン代表。

## 経歴
1986年にスペインのマドリードに生まれた。
2012年にイギリスのロンドンで開催されたロンドンオリンピックでは銀メダルを獲得した。2013年にスペインのバルセロナで開催された世界選手権では金メダルを獲得した。2016年にブラジルのリオデジャネイロで開催されたリオデジャネイロオリンピックでは5位となった。
2017年にハンガリーのブダペストで開催された世界選手権では銀メダルを獲得した。2019年に韓国の光州市で開催された世界選手権では銀メダルを獲得した。2021年に日本の東京都で開催された東京オリンピックでは銀メダルを獲得した。
2023年に日本の福岡市で開催された世界選手権では銀メダルを獲得した。2024年にアラブ首長国連邦のドーハで開催された世界選手権では銅メダルを獲得した。2024年にフランスのパリで開催されたパリオリンピックでは金メダルを獲得した。